# Raphael Vieira de Oliveira
Raphael Vieira De Oliveira, o simplemente Raphael (São João del Rei, Brasil 14 de junio de 1979) es un jugador profesional de voleibol brasileño. Juega en las filas de Funvic Taubaté en la posición de armador.

## Biografía
Empieza su carrera profesional en el Banespa de Sao Paolo. Luego de otros tres años en los clubs brasileños Blumenau Pró-Vôlei y Sport Club Ulbra, donde logra ganar el campeonato nacional 2002/2003, se marcha a Europa en el  Zenit Kazan ruso.
En 2006 abandona las filas de Kazan y ficha en Italia por el Tonno Callipo Vibo Valentia consiguiendo el ascenso en Primera División y guiando el equipo hasta los playoffs en la temporada 2008/2009.
En el verano 2009 ficha por el Trentino Volley en lugar del serbío Nikola Grbic traslado a Cuneo. En la primera mitad de la temporada consigue ganar  Mundial por club (también es nominado Mejor Armador) y Copa, sin embargo en las semifinales de playoffs acaba lesionado y no juega la final.
Junto al equipo Trentino en la temporada 2010/2011 además de  Champions League e  Mundial por club gana la  Liga italiana. Por primera vez en la historia de la competición un armador brasileño gana ese título. El 30 de diciembre de 2012 gana su tercera Copa Italia y el título de Mejor Jugador.
Junto a sus compañeros Osmany Juantorena y Matej Kazijski y al entrenador Radostin Stoytchev, en verano 2013 deja el equipo italiano, en crisis económica, por el Halkbank Ankara.
Internacional con la  Selección brasileña ha ganado dos veces el Campeonato sudamericano de voleibol y se ha coronado subcampeón de la Liga Mundial y del campeonato del Mundo en 2014.

## Palmarés

### Clubes
- Copa de Campeones sudamericana  (1) : 2000/2001
- Copa de Brasil (1) : 2002/2003
- Campeonato de Brasil (1): 2002/2003
- Segunda División de Italia A2 (1): 2007/2008
- Campeonato de Italia (2): 2010/2011, 2012/2013
- Copa de Italia (3): 2009/2010, 2011/2012, 2012/2013
- Supercopa de Italia (1): 2011
- Champions League (2):  2009/2010, 2010/2011
- Copa Mundial de Clubes (4): 2009,  2010,  2011,  2012
- Supercopa de Turquía (1): 2013
- Copa de Turquía (1): 2013/14
- Campeonato de Turquía (1): 2013/14